# Moto Guzzi Strada
La Moto Guzzi Strada è una motocicletta prodotta dalla casa motociclistica Italiana Moto Guzzi a inizio anni 90.

## Profilo e versioni
La gamma Strada era composta da due modelli, in realtà assai differenti fra loro come ciclistica e motorizzazione, seppur corrispondenti nella filosofia di prodotto.

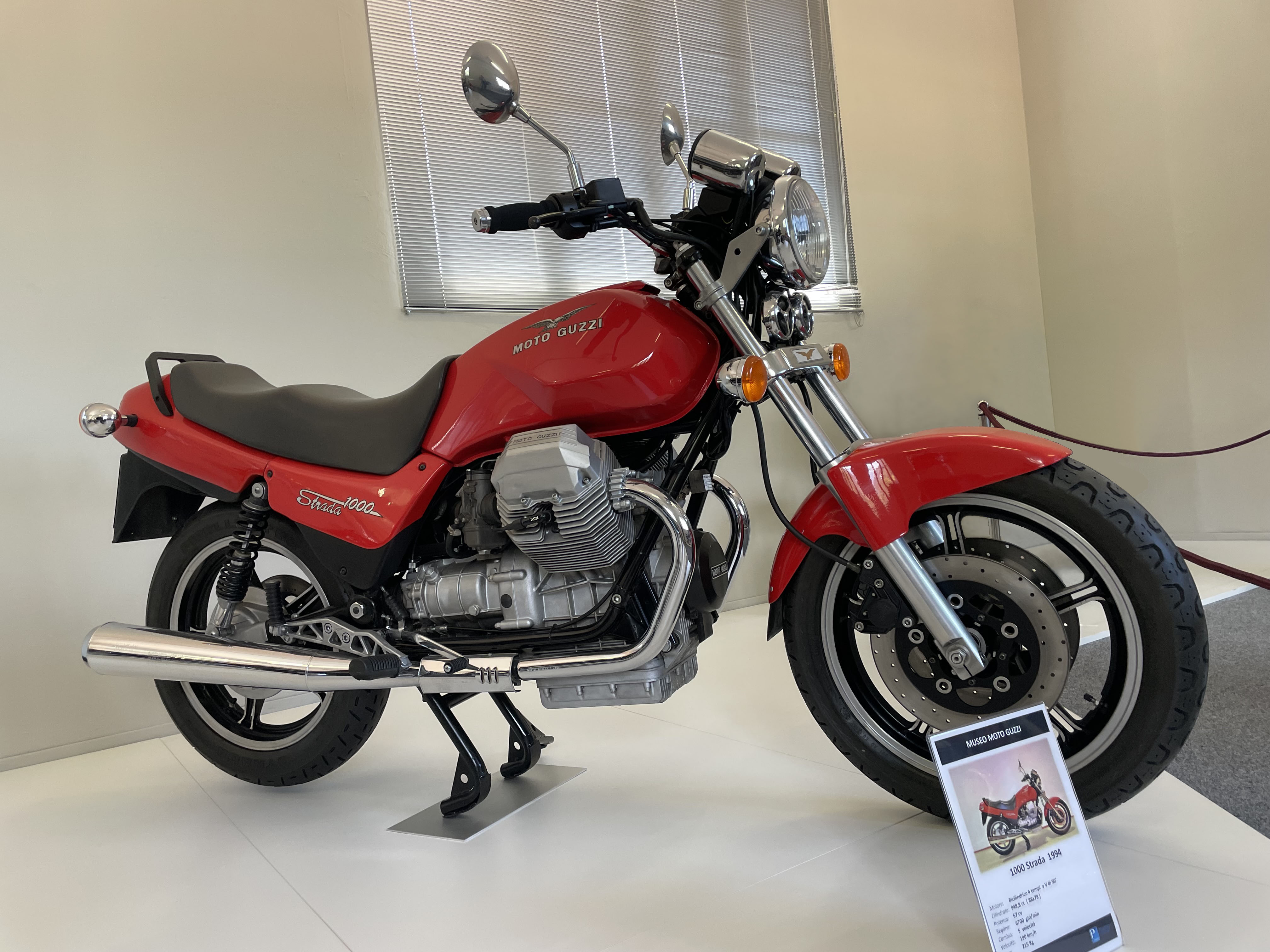
La versione 1000

La Strada 750 con motore "serie piccola", già montato su innumerevoli modelli a partire dalle V35 e V50 e poi cresciuto di cilindrata, prima a 650 e poi a 750 cm³. La Strada 750 era un modello antesignano delle "vintage" molto in moda nei decenni successivi, e la sua carrozzeria consisteva sostanzialmente in un adattamento in stile naked delle forme già presenti sui precedenti modelli V75, che però montavano il più performante ma meno affidabile motore 4 valvole per cilindro, qui sostituito con il "vecchio" due valvole.
La Strada 1000 con motore "serie grossa" e telaio e sovrastrutture del tutto simili alle precedenti 870 T5 e, soprattutto, mille SP.
La produzione di entrambi i modelli terminò nel 1994, anche se rimase nel catalogo Guzzi anche per l'anno successivo, al fine di smaltire le scorte

## Caratteristiche tecniche
| Caratteristiche tecniche - Moto Guzzi Strada 750 | Caratteristiche tecniche - Moto Guzzi Strada 750                                                          | Caratteristiche tecniche - Moto Guzzi Strada 750                                                          | Caratteristiche tecniche - Moto Guzzi Strada 750                                                          | Caratteristiche tecniche - Moto Guzzi Strada 750                                                          | Caratteristiche tecniche - Moto Guzzi Strada 750                                                          |
| ------------------------------------------------ | --- | --- | --- | --- | --- |
|                                                  | | | | | |
| Dimensioni e pesi                                | | | | | |
| Ingombri (lungh.×largh.×alt.)                    | 2155 × 750 × 1165 mm                                                                                      | 2155 × 750 × 1165 mm                                                                                      | 2155 × 750 × 1165 mm                                                                                      | 2155 × 750 × 1165 mm                                                                                      | 2155 × 750 × 1165 mm                                                                                      |
| Interasse: 1480 mm                               | Interasse: 1480 mm                                                                                        | Massa a vuoto: 180 kg                                                                                     | Massa a vuoto: 180 kg                                                                                     | Serbatoio: 16 l                                                                                           | Serbatoio: 16 l                                                                                           |
| Meccanica                                        | | | | | |
| Tipo motore: Bicilindrico a V da 90°             | Tipo motore: Bicilindrico a V da 90°                                                                      | Tipo motore: Bicilindrico a V da 90°                                                                      | Tipo motore: Bicilindrico a V da 90°                                                                      | Raffreddamento: ad aria                                                                                   | Raffreddamento: ad aria                                                                                   |
| Cilindrata                                       | 743,9 cm³ (Alesaggio 80 × Corsa 74 mm)                                                                    | 743,9 cm³ (Alesaggio 80 × Corsa 74 mm)                                                                    | 743,9 cm³ (Alesaggio 80 × Corsa 74 mm)                                                                    | 743,9 cm³ (Alesaggio 80 × Corsa 74 mm)                                                                    | 743,9 cm³ (Alesaggio 80 × Corsa 74 mm)                                                                    |
| Distribuzione: a 2 valvole in testa              | Distribuzione: a 2 valvole in testa                                                                       | Distribuzione: a 2 valvole in testa                                                                       | Alimentazione: 2 carburatori Dell'Orto                                                                    | Alimentazione: 2 carburatori Dell'Orto                                                                    | Alimentazione: 2 carburatori Dell'Orto                                                                    |
| Potenza: 35 kw (48 CV)                           | Potenza: 35 kw (48 CV)                                                                                    | Coppia: 59,44 Nm                                                                                          | Coppia: 59,44 Nm                                                                                          | Rapporto di compressione: 9,7:1                                                                           | Rapporto di compressione: 9,7:1                                                                           |
| Frizione: monodisco a secco                      | Frizione: monodisco a secco                                                                               | Frizione: monodisco a secco                                                                               | Cambio: a 5 rapporti                                                                                      | Cambio: a 5 rapporti                                                                                      | Cambio: a 5 rapporti                                                                                      |
| Accensione                                       | elettronica                                                                                               | elettronica                                                                                               | elettronica                                                                                               | elettronica                                                                                               | elettronica                                                                                               |
| Trasmissione                                     | a giunto cardanico                                                                                        | a giunto cardanico                                                                                        | a giunto cardanico                                                                                        | a giunto cardanico                                                                                        | a giunto cardanico                                                                                        |
| Avviamento                                       | elettrico                                                                                                 | elettrico                                                                                                 | elettrico                                                                                                 | elettrico                                                                                                 | elettrico                                                                                                 |
| Ciclistica                                       | | | | | |
| Telaio                                           | Tubolare in acciaio a doppia culla                                                                        | Tubolare in acciaio a doppia culla                                                                        | Tubolare in acciaio a doppia culla                                                                        | Tubolare in acciaio a doppia culla                                                                        | Tubolare in acciaio a doppia culla                                                                        |
| Sospensioni                                      | Anteriore: forcella telescopica idropneumatica / Posteriore: forcellone oscillante con due ammortizzatori | Anteriore: forcella telescopica idropneumatica / Posteriore: forcellone oscillante con due ammortizzatori | Anteriore: forcella telescopica idropneumatica / Posteriore: forcellone oscillante con due ammortizzatori | Anteriore: forcella telescopica idropneumatica / Posteriore: forcellone oscillante con due ammortizzatori | Anteriore: forcella telescopica idropneumatica / Posteriore: forcellone oscillante con due ammortizzatori |
| Freni                                            | Anteriore: doppio disco da 270 mm / Posteriore: disco da 235                                              | Anteriore: doppio disco da 270 mm / Posteriore: disco da 235                                              | Anteriore: doppio disco da 270 mm / Posteriore: disco da 235                                              | Anteriore: doppio disco da 270 mm / Posteriore: disco da 235                                              | Anteriore: doppio disco da 270 mm / Posteriore: disco da 235                                              |
| Prestazioni dichiarate                           | | | | | |
| Velocità massima                                 | oltre 175 km/h                                                                                            | oltre 175 km/h                                                                                            | oltre 175 km/h                                                                                            | oltre 175 km/h                                                                                            | oltre 175 km/h                                                                                            |
| Fonte dei dati:                                  | | | | | |